# 에른스트마이어물쥐
에른스트마이어물쥐(Leptomys ernstmayri)는 쥐과에 속하는 설치류의 일종이다. 종소명과 일반명은 미국의 진화생물학자 에른스트 마이어의 이름에서 유래했다. 인도네시아 파푸아 주의 포산 산맥과 파푸아뉴기니 북동부 산악 지대에서 발견된다.